# Leopold Rakouský

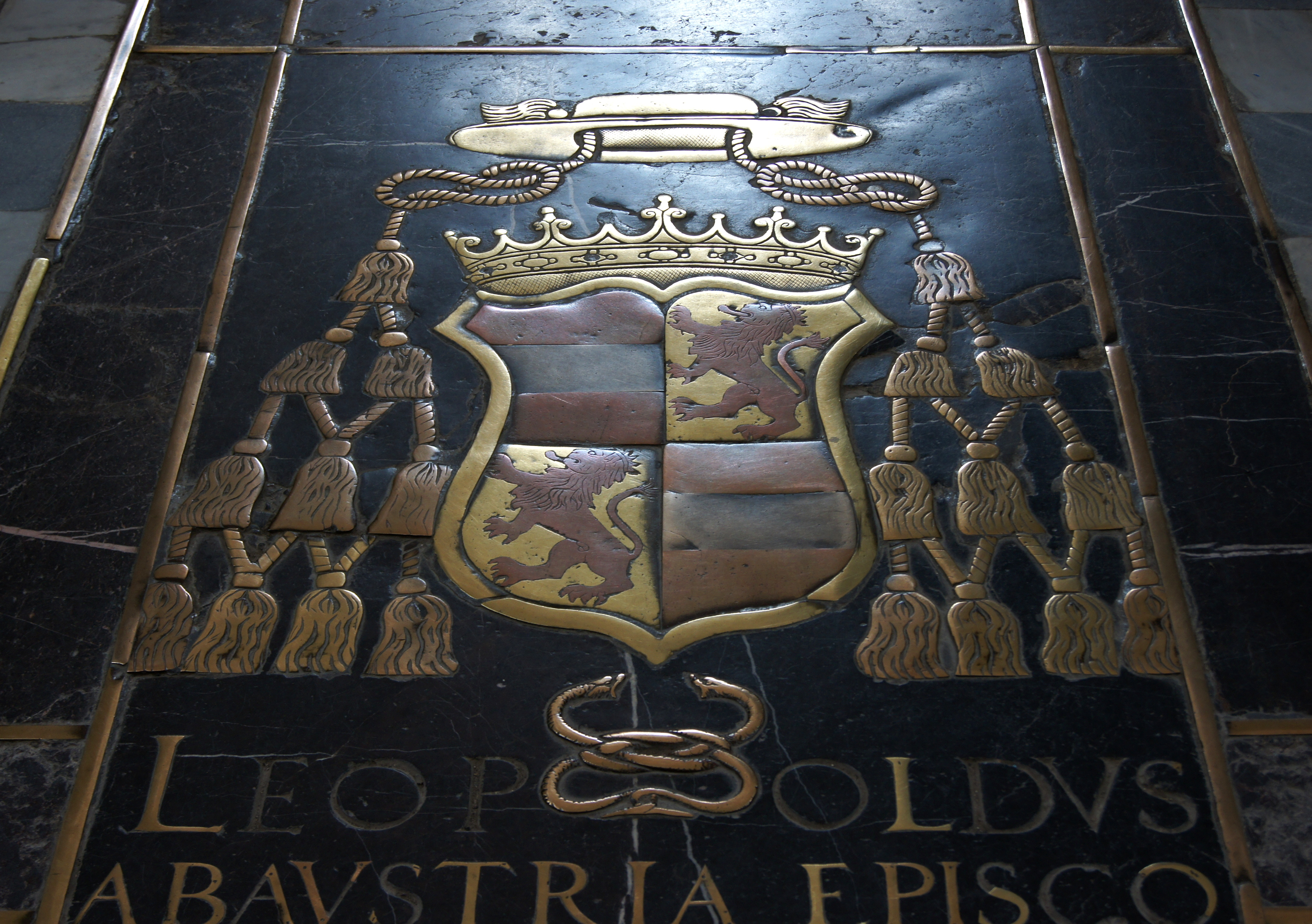
Náhrobní kámen Leopolda Rakouského v córdobské katedrále

Leopold Rakouský (asi 1515? – 27. září 1557 Córdoba), byl nemanželský syn císaře Maxmiliána I.

## Život
Jeho matka není známá a právě tak není znám jeho život do roku 1528. První zmínky byly z Vídně, kde dostával svou apanáž ve výši 50 rýnských zlatých. Následně studoval v Padově. Po vstupu do kněžského stavu odešel do Nizozemí, kde byl vysvěcen. Roku 1541 byl Leopoldovi, jako nemanželskému císařovu synovi, udělen papežský dispens. Poté byl v Córdobě jmenován biskupem. Stejně jako jeho bratr z Brixenu, měl i Leopold nemanželského syna, pozdějšího arcibiskupa v Santiagu de Compostela.